# Stacja Narciarska Zwardoń Ski
Stacja Narciarska Zwardoń Ski – ośrodek narciarski położony w Zwardoniu w Beskidzie Żywieckim na zachodnim zboczu wzgórza Mały Rachowiec (840 m n.p.m.), które z kolei jest niewybitnym wzniesieniem na zachodnim zboczu Rachowca (954 m n.p.m.).

## Wyciągi i trasy
W skład kompleksu wchodzą:
- 4-osobowa kolej krzesełkowa „Mały Rachowiec” o długości 860 m i przepustowości 2400 osób na godzinę
- bezpłatny wyciąg bezpodporowy „Baby Lift” dla dzieci o długości 130 m i przepustowości 480 osób na godzinę.

Między tymi wyciągami przebiegają 2 trasy narciarskie:
- (1) czerwona o długości 900 m (wzdłuż wyciągu „Mały Rachowiec”)
- (4) zielona ośla łączka „Śnieżny Raj” wzdłuż wyciągu „Baby Lift” o długości 130 m.

Powyższa numeracja wynika z tego, że wspólną numeracją tras objęty jest również ośrodek „Duży Rachowiec” (patrz niżej).
Trasa 1 jest oświetlona, ratrakowana (2 ratrakami) i dośnieżana (9 armatkami firmy Wintertechnik, na szczycie Małego Rachowca zbudowano zbiornik o pojemności 6,5 tys. m³ do zasilania armatek w wodę). Trasa dla dzieci nie jest oświetlona.

## Pozostała infrastruktura
Na terenie ośrodka do dyspozycji narciarzy i snowboardzistów są:
- snow park
- szkoła narciarska
- wypożyczalnia sprzętu, serwis sprzętu zimowego
- 2 karczmy (w pobliżu dolnej i górnej stacji kolei krzesełkowej)
- bezpłatny parking.

Stacja nie jest członkiem Stowarzyszenia Polskie stacje narciarskie i turystyczne.

## Operator
Operatorem i właścicielem stacji jest spółka „Ski Beskidy Sp. z o.o. Głównym udziałowcem jest Krzysztof Bąk (55% udziałów). Wśród udziałowców jest również spółka „Meat-Pros Sp. z o.o.”.

## Historia
Kolej krzesełkową uruchomiono tutaj 27 grudnia 2012 roku. Wcześniej na trasie tej kolei pracował 2-osobowy wyciąg orczykowy.
Spółka Ski Beskidy została zarejestrowana w KRS 26 maja 2010 roku.

## Wyciąg narciarski Duży Rachowiec
Ośrodek połączony jest ze stacją „Duży Rachowiec”, znajdującą się na północnych zboczach na Rachowca, na wschód od ośrodka. W obu ośrodkach obowiązuje wspólny system karnetów. Duży Rachowiec dysponuje 2-osobowym wyciągiem orczykowym o długości 1200 m i przepustowości 650 osób na godzinę oraz 2 trasami:
- czerwona (2)
- niebieska (3).

Obie trasy są ratrakowane, jednak nie są sztucznie naśnieżane ani oświetlone.